# Selk'nam

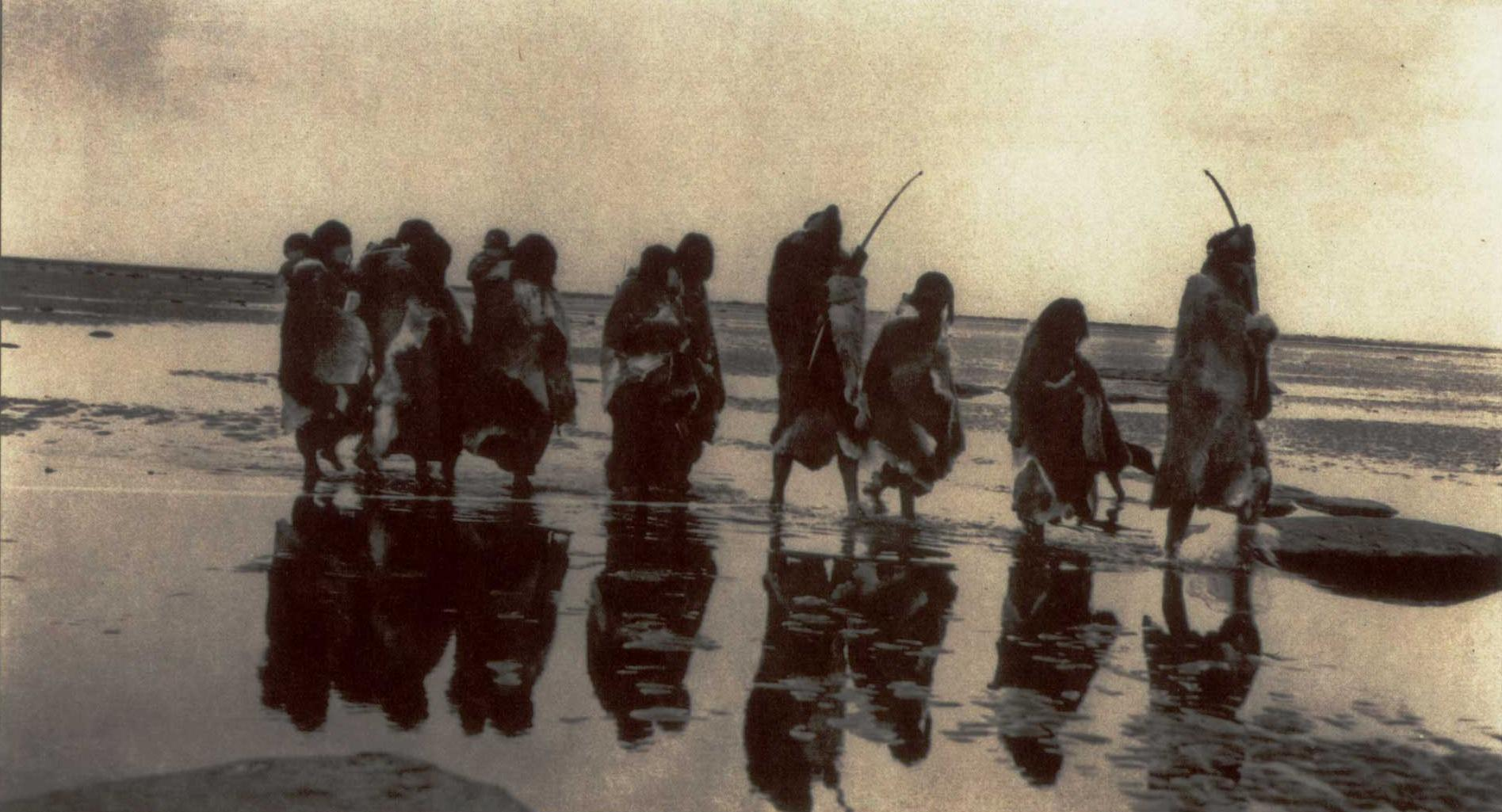
Medlemmar ur selk'nam ute på jakt.

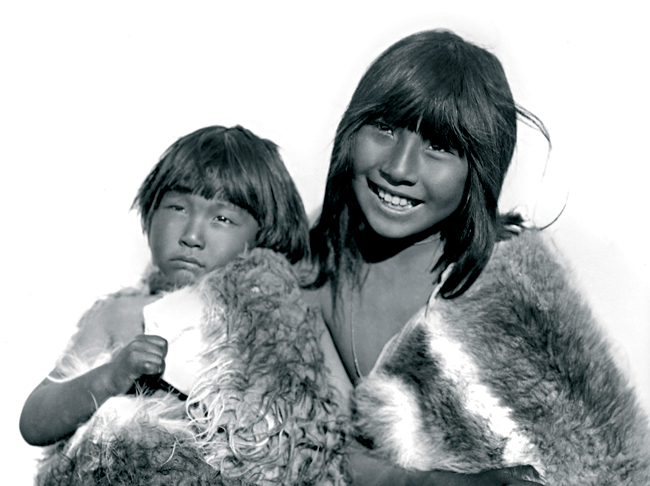
Selk'nambarn på 1910-talet.

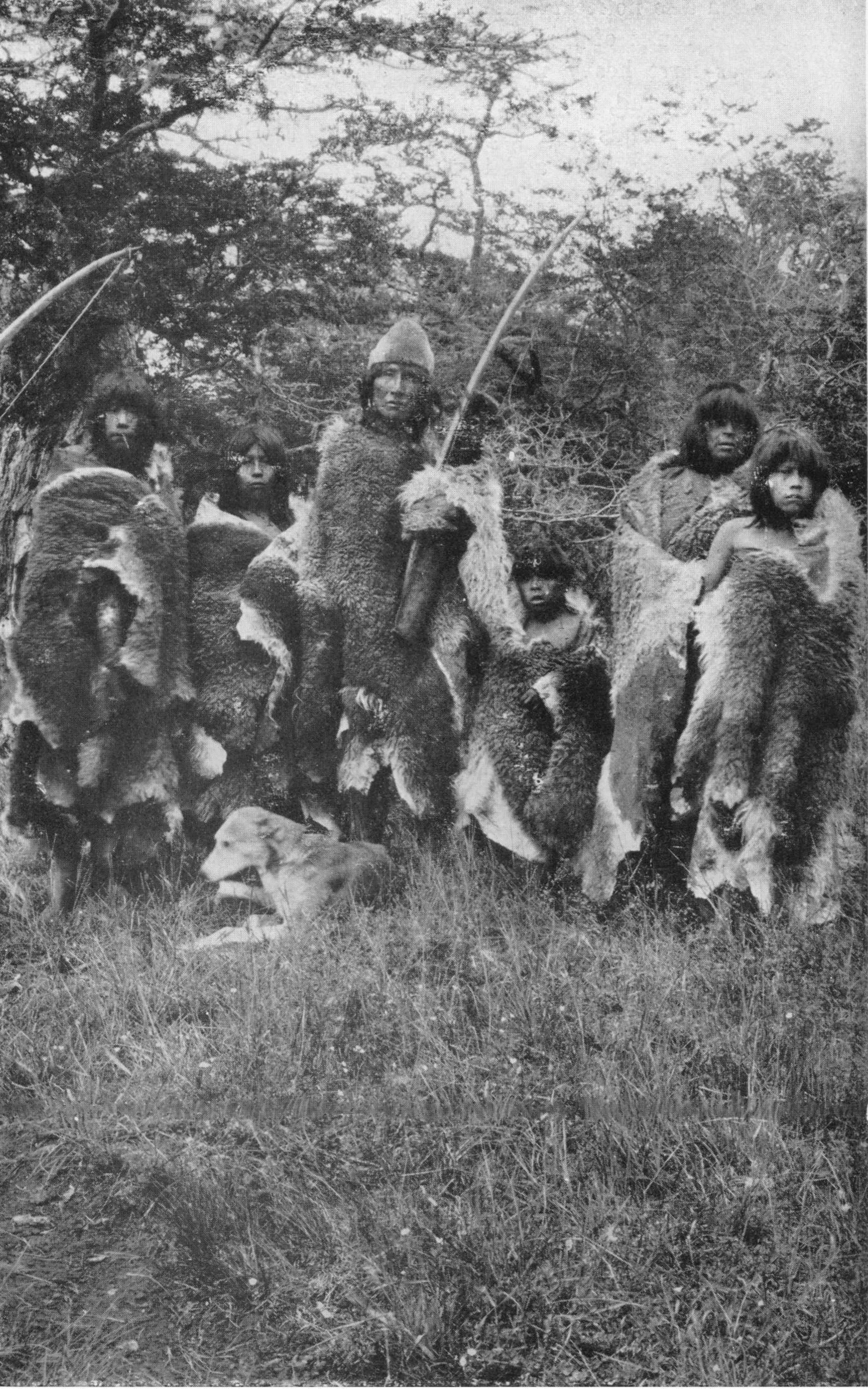

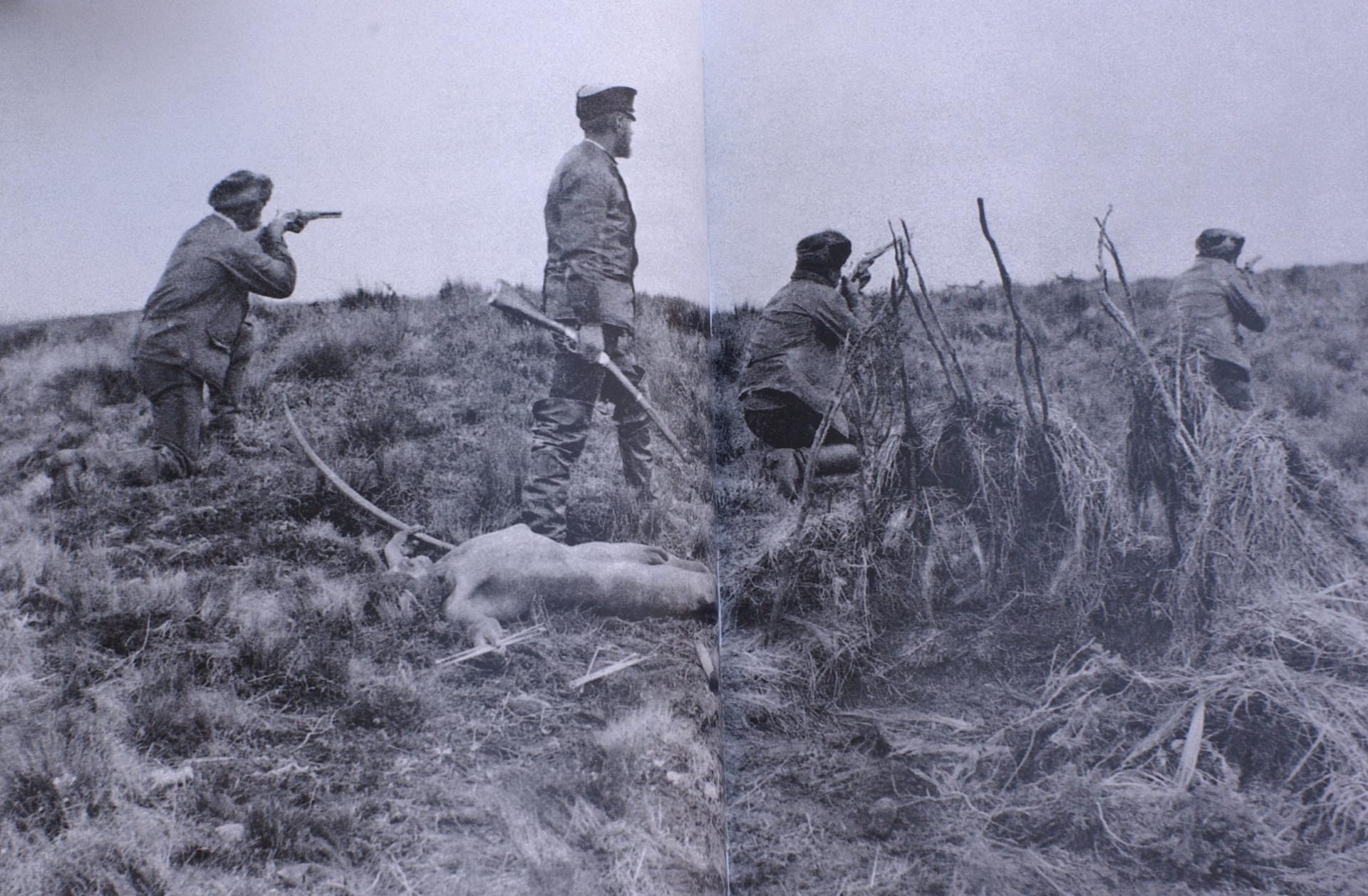
Indianjägaren Julio Popper, stående vid en naken kropp på marken, har kommit att bli en symbol för folkmordet på selk'nam.

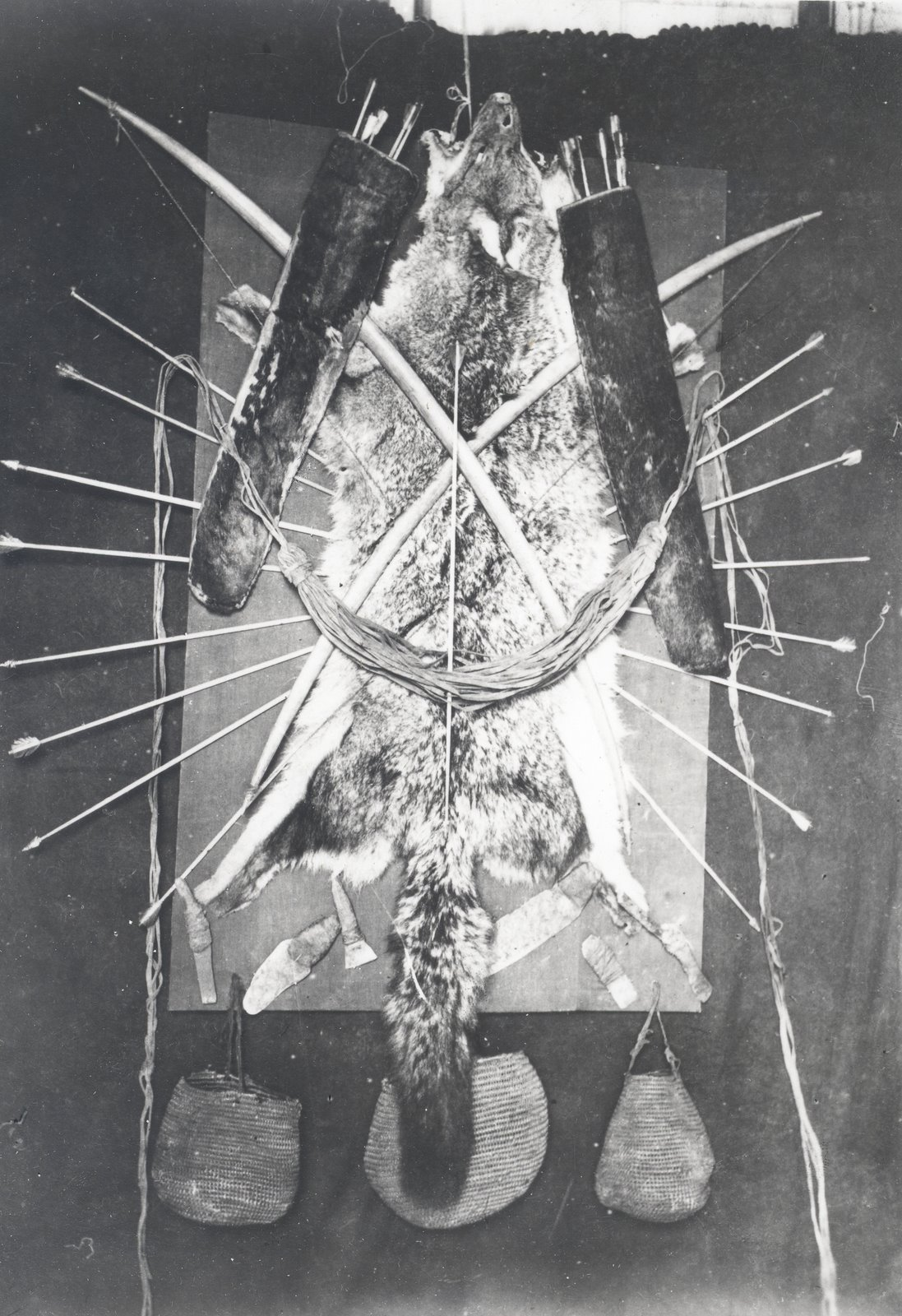
Poppers miliser plundrade ofta Selk'nam på deras ägodelar efter massmorden.

Selk'nam (eller selknam, även kallade ona) är del av ursprungsbefolkningen vid Eldslandet (ett område som av de infödda gick under benämningen Karukinka). Selk'nam klassades länge som utdöda tills de 2023 blev officiellt erkända av regeringen som en av Chiles ursprungsfolk. Selk'nam var nomader och beräknas som mest ha uppgått till 10 000 personer. De livnärde sig i huvudsak på jakt och fiske. På ön bodde även andra mindre folkgrupper (haush, kawésqar eller alacalufe samt yahgan eller yamana). Befolkningen talade selk'nam, även kallat ona.
Den första kontakten med européer skedde år 1520 då Magellan rundade Eldslandet. 1883 inleddes inhägnad av betesmarker och 1887 inleddes gruvdrift på ön. Samtidigt med detta påbörjades en missionsverksamhet och kolonisering av Eldslandet, något som kom att bli inledningen till folkmordet på selk'nam.

## Folkmordet på selk'nam
De europeiska missionärerna och kolonisatörerna medförde sjukdomar som aldrig förekommit bland befolkningen och inhägnaden av betesmarker ledde till förlorade jaktmarker för ursprungsfolket. År 1891 hade antalet minskat till drygt 2 000 individer.
Då selk'nam fortsatte att jaga på sina tidigare jaktmarker, inleddes utrotning mot dem. Jordägarna kontrakterade miliser och införde skottpengar på selk'nam samtidigt som man betalade missionärerna för varje selk'nam som kristnades och lämnade sitt nomadliv. Den rumänskättade jägaren Julio Popper kom att bli en symbol för folkmordet då han dokumenterade sina milismord och plundringar genom att låta fotografera sig. De selk'nam som övergav sitt nomadliv och flyttade till missionärernas läger, dog snabbt som följd av svält och sjukdomar. År 1905 återstod 500 selk'nam och 1974 dog Ángela Loij som anses vara den sista selk'nam. På några decennier hade selk'nam utrotats.
Enligt en folkräkning från 2017 finns det 1 144 människor som identifierar sig som Selk'nam i Chile. De anser inte sitt folk som utdött och befinner sig sedan 2022 i en process av att återta sin kultur. Den 5 september 2023 erkände staten Chiles Selk'nam folket som en av Chiles 11 ursprungsfolk vilket officiellt tagit bort folkets status som utdött.

## Sverige och selk'nam
Under Svenska expeditionen till Magellansländerna 1895–1897 utforskade Otto Nordenskjöld Eldslandet och kom då bland annat till missionsstationen vid Rio  Grande som låg vid Atlantkusten vid Rio Grandes utlopp vilket var inom selk'nams område. Vid denna missionsstation fanns då en grupp urinvånare, ett fåtal vuxna samt ett tiotal pojkar och flickor. Missionen besöktes under de första dagarna av "fullkomligt ociviliserade individer från de stammar som vistades i närheten". Nordenskjöld genomförde dagsexkursioner från missionsstationen och vid ett tillfälle kom han till ett övergivet selk'namläger. Han samlade då in föremål men lämnade bland annat en Eskilstunakniv i utbyte. Vid ett annat tillfälle på vägen tillbaks mot San Sebastian från Punta Arenas fick Nordenskjöld höra talas om tre urinvånare som blivit skjutna ett år tidigare, 1894, när de stal får. En vägvisare visade var kvarlevorna fanns och Nordenskjöld samlade in dessa vilka senare blev utställda vid Karolinska institutet.

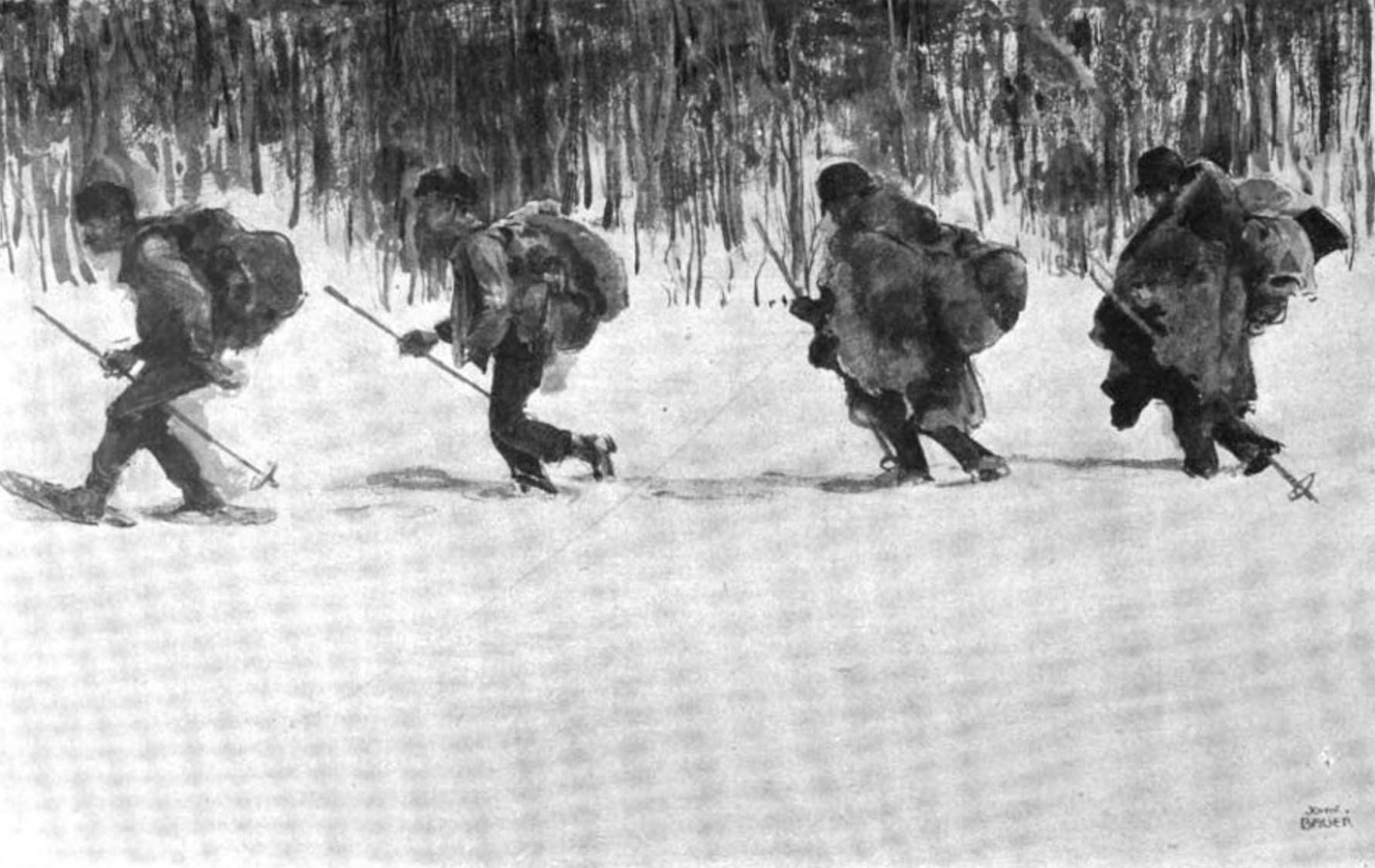
Johan Gunnar Andersson, Ole Wennersgaard, Anikin och Modesto, Eldslandet 1902. Teckning av John Bauer.

Under Första svenska Antarktisexpeditionen i oktober 1902 befann sig en annan svensk, Johan Gunnar Andersson på Eldslandet i Harberton, ca 4 mil öster om Ushuaia vid Beaglekanalen. Han begav sig då ut på en expedition från Harberton till Fagnanosjön med hjälp av två lokala vägvisare från selk'nam, Modesto och Anikin, samt den unge norrmannen Ole Wennersgaard. Modesto och Anikin, samt ytterligare två selk'nammän Halimink och Hattah, och deras fruar, hade först burit en liten båt och utrustning till sjön. När de återvänt till Harberton blev det tid för Andersson och Wennersgaard att vandra till Fagnanosjön tillsammans med hjälp av Anikin och Modesto som vägvisare. Andersson skriver i Antarctic om det folkmord som selk'nam utsattes för under 1800-talet men också om de interna konflikter och blodsfejder som utspelade sig mellan olika familjer och grupperingar. Ett halvår innan hade Anikin och Modesto deltagit i ett överfall på en annan grupp där ett tiotal selk'nam dödades och de fruktade nu hämndaktioner. Men inga överfall hände under expeditionen. De samlingar som Andersson och Wennersgaard förvärvade under expeditionen gick sedan till botten med Antarctic.